# Podvalový vůz

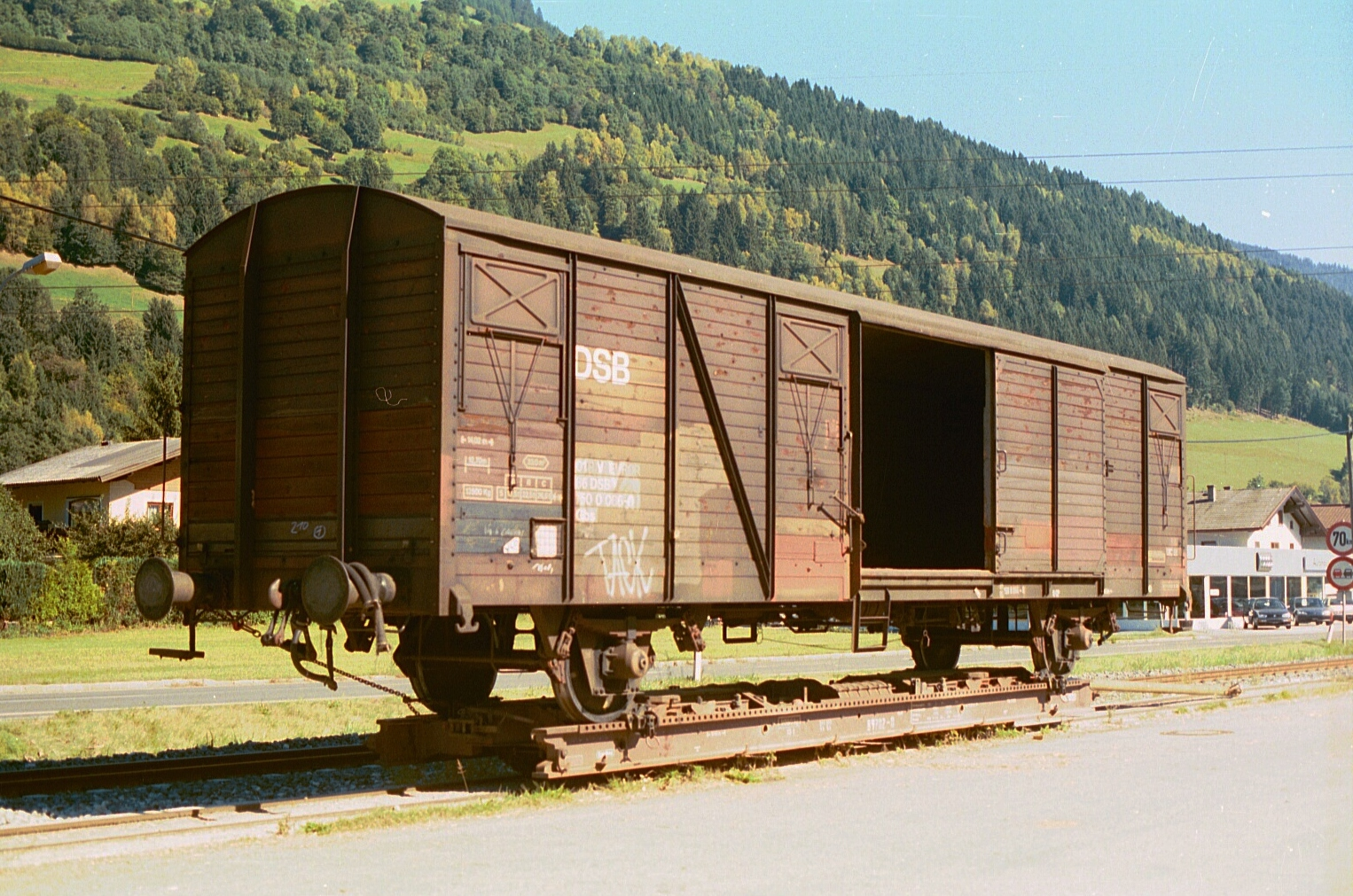
Železniční vůz na podvalovém voze

Podvalový vůz (někdy též podvalníkový vůz) je zařízení, které se používá pro přepravu kolejových vozidel po tratích odlišného rozchodu, než mají přepravovaná kolejová vozidla. Využívá se tak u úzkorozchodných železnic pro dopravu normálně rozchodných vozů. Tyto normálně rozchodné vozy tudíž není nutné vykládat a vyložené zboží následně opětovně nakládat do úzkorozchodných vozů. Ve srovnání s podvalníky jsou sice těžší, avšak jsou brzděné a je s nimi snadnější manipulace. Mezi jejich výrobce patřily společnosti Orenstein & Koppel z Berlína či Waggon und Maschinenfabrik A. G. Bautzen.